# Radeburg
Radeburg est une ville de Saxe (Allemagne), située dans l'arrondissement de Meissen, dans le district de Dresde, à environ 12 km de Dresde (capitale de la Saxe).

## Municipalité
La commune de Radeburg englobe les quartiers (villages) de Radeburg - Ziegelei, Bärnsdorf, Cunnertswalde, Bärwalde, Berbisdorf, Großdittmannsdorf, Boden et Volkersdorf.

## Histoire

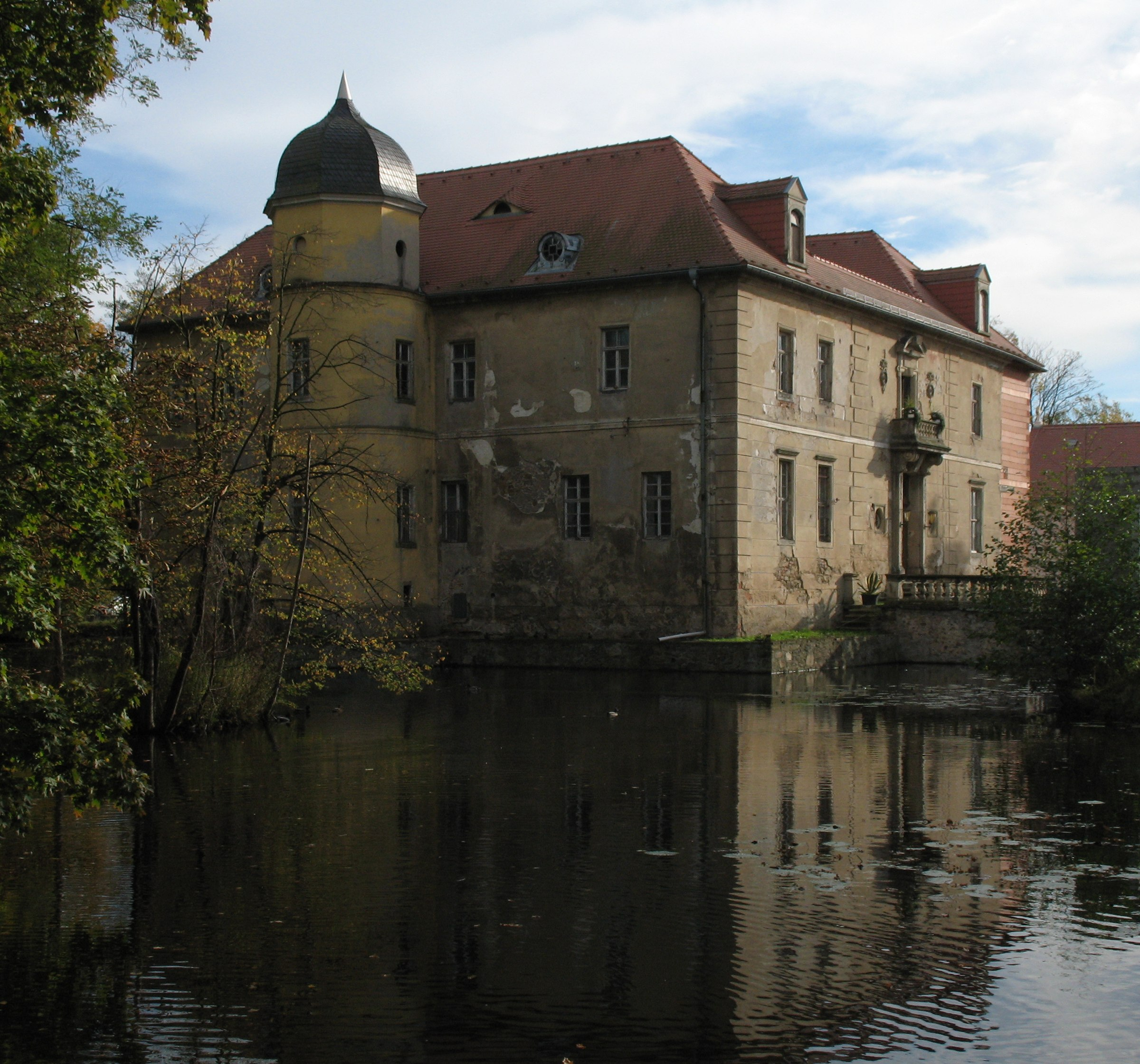
Château de Berbisdorf

Radeburg a été mentionné dans les documents officiels pour la première fois en 1248 et a obtenu le droit de ville en 1288.

## Attractions
La première attraction touristique est son carnaval. La saison carnavalesque débute chaque année le 11 novembre à 11h11 et, après maintes manifestations dont un grand défilé le dernier jour, elle se termine le mercredi des Cendres.
Sa première curiosité est son chemin de fer à voie étroite, liant Radeburg à Moritzburg et Radebeul.

## Économie
Sur le plan économique, Radeburg vit surtout de l'agriculture, de l'industrie de verre et céramique, de plasturgie et électronique de précision. La ville dispose depuis 1990 une zone industrielle qui s'agrandit constamment, grâce à la proximité de l'autoroute A4 Francfort/M. - Görlitz et A13 Dresde - Berlin.

## Personnalités
Les personnalités les plus connues de Radeburg sont Heinrich Zille, né à Radeburg le 10 janvier 1858, ainsi que le peintre et graphiste Hellmuth Muntschick.